# Uruguayodon alius
Uruguayodon alius è un mammifero litopterno estinto, appartenente ai proteroteriidi. Visse nel Pleistocene (circa 1,8 - 1 milione di anni fa) e i suoi resti fossili sono stati ritrovati in Sudamerica.

## Descrizione
Questo animale doveva essere molto simile ad altri proteroteriidi del Cenozoico sudamericano, come Diadiaphorus o Licaphrium. Uruguayodon possedeva zampe snelle e allungate, dotate di tre dita (di cui quello centrale ben sviluppato). Il cranio era dotato di un muso piuttosto corto e alto, con ossa nasali abbastanza allungate. I molari erano dotati di tubercoli interni ravvicinati ma, al contrario di Licaphrium, l'ultimo molare inferiore era caratterizzato da paraconide e paralofide in una posizione lingualmente periferica; il metaflexide era liscio e non vi era entoflexide. 

## Classificazione
Uruguayodon alius venne descritto nel 2019, sulla base di resti fossili ritrovati in Uruguay, nella formazione Raigón (membro San José). I fossili erano stati precedentemente ascritti al genere Licaphrium (Licaphrium aff. floweri) ma una ridescrizione ha permesso di attribuirli a un nuovo genere e a una nuova specie. Uruguayodon è un membro derivato dei proteroteriidi, un gruppo di mammiferi litopterni endemici del Sudamerica, che nel corso del Cenozoico svilupparono una convergenza evolutiva con gli equidi, in particolare per quanto riguarda le zampe. Uruguayodon è il secondo proteroteriide noto da terreni del Pleistocene, dopo Neolicaphrium. 